# Räuberhöhle (Stollen)

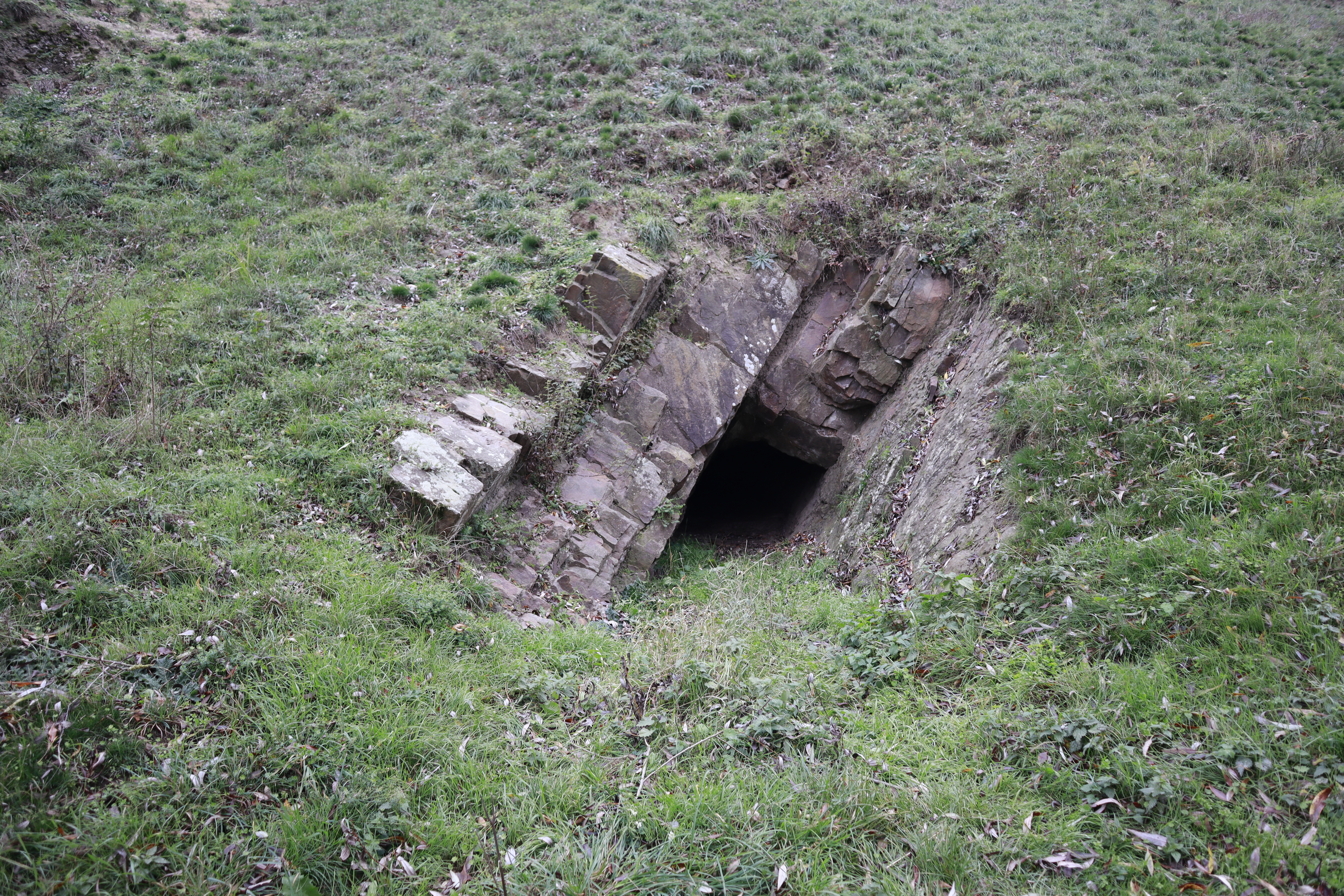
Zugang und …

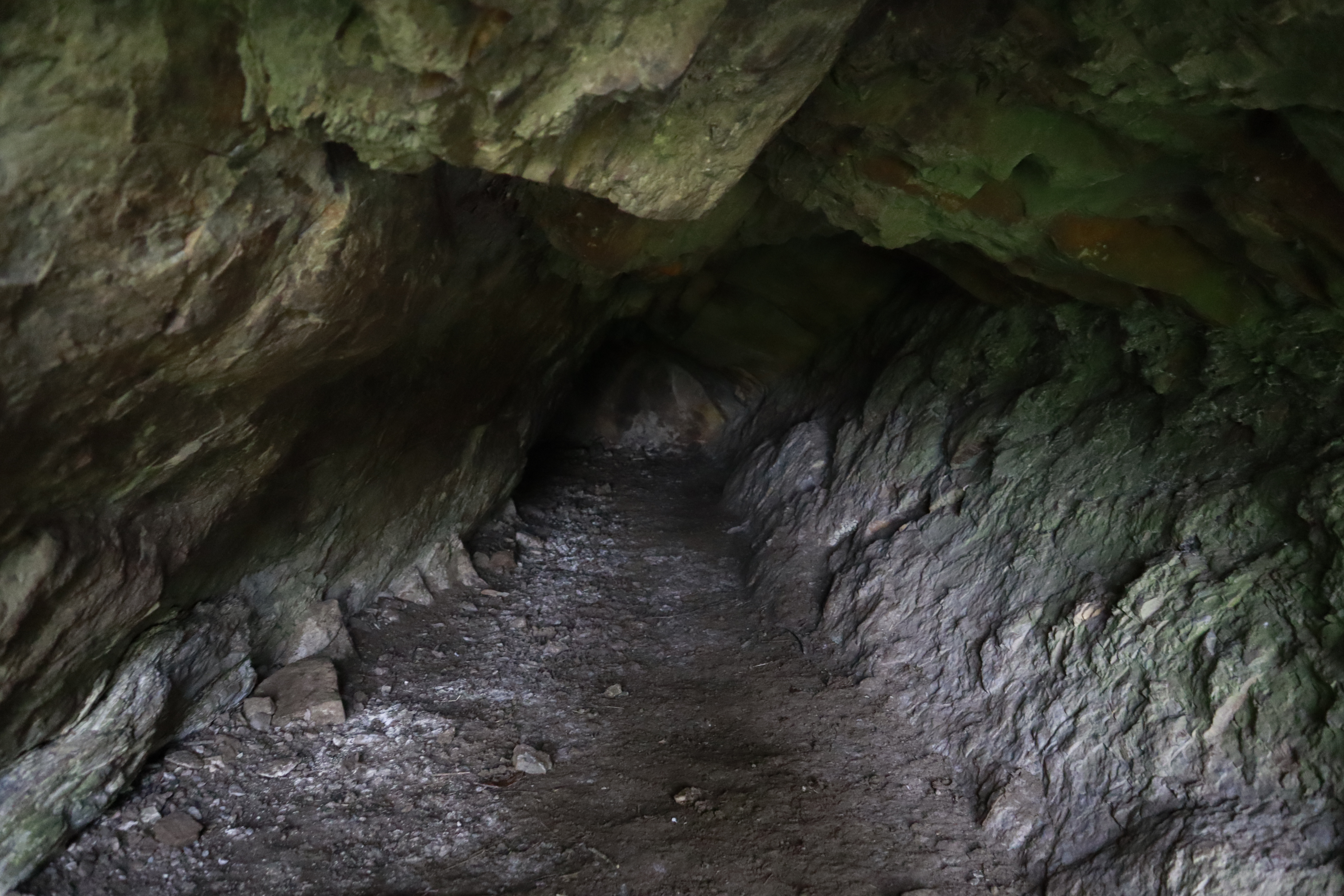
… Blick in den Stollen

Als Räuberhöhle wird im Volksmund ein stillgelegter Bergbaustollen im Haldensleber Stadtteil Hundisburg bezeichnet. Hier wurde im 18. und 19. Jahrhundert Kupfer abgebaut. Im örtlichen Denkmalverzeichnis ist er als kulturhistorisch und technisch bedeutsames Zeugnis für den historischen Kupferbergbau in der Region eingetragen. Der Stollen liegt in einem landwirtschaftlich genutzten Gebiet im Olbetal in unmittelbarer Nähe der Olbe (die 250 Meter weiter nordwärts in die Beber mündet), etwa 1,5 Kilometer westlich des Ortszentrums von Hundisburg, an einem Feldweg zwischen Hundisburg und Klein-Rottmersleben.

## Geschichte
Eine erste gewerbliche Entwicklung wurde in Haldensleben und Umgebung im 15. Jahrhundert mit der Entstehung von Kupferbergwerken – unter anderem auf dem Papenberg und dem Kienberg – begründet. Diese Betriebe gingen auf Grund mangelnder Rentabilität jedoch bald ein. Zu späteren Zeiten entstanden in der Region immer wieder Stollen, so im 18. Jahrhundert der heute als „Räuberhöhle“ bezeichnete Bergwerkstollen bei Hundisburg. Nach Stilllegung wurde der Kupferabbau in der ersten Hälfte des 19. Jahrhunderts kurzzeitig unter Johann Gottlob Nathusius wiederaufgenommen. Nathusius benötigte Kupfer zur Verarbeitung in dem von ihm in Hundisburg betriebenen Kupferhammer. Als Unterkunftshaus für die Bergarbeiter ließ er 1824 das nahegelegene Zechenhaus errichten. Der Stollen wurde etwa 15 Meter tief in die dortige Grauwacke getrieben.
Der Hundisburger Stollen diente vermutlich als Vorlage für das Grab in Karl Immermanns Gedicht „Merlins Grab“. Nach dem Stollen ist die Gaststätte „Räuberhöhle“ in Hundisburg benannt.